# Miễn dịch học
Miễn dịch học là một phân ngành của sinh học và y học chuyên nghiên cứu về hệ miễn dịch ở mọi sinh vật.
Miễn dịch học lập biểu đồ, đánh giá và chuyên môn hóa chức năng sinh lý của hệ miễn dịch ở cả trạng thái sức khỏe và có bệnh; những trục trặc của hệ miễn dịch ở các bệnh rối loạn miễn dịch (chẳng hạn như bệnh tự miễn, quá mẫn, suy giảm miễn dịch và thải ghép); và những đặc tính vật lý, hóa học và sinh lý học của các thành phần thuộc hệ miễn dịch gồm in vitro, in situ và in vivo. Miễn dịch học được ứng dụng ở nhiều phân ngành y học, cụ thể là các khoa ghép tạng, ung thư học, thấp khớp học, virus học, vi khuẩn học, ký sinh học, tâm thần học và da liễu.
Thuật ngữ "Immunology" (tiếng Anh của miễn dịch học) do nhà sinh học người Nga Ilya Ilyich Mechnikov đặt ra. Ông là người nâng tầm nghiên cứu về miễn dịch học và giành giải Nobel Prize nhờ "công trình hợp tác với Paul Ehrlich về miễn dịch học" vào năm 1908. Ông cài những chiếc gai nhỏ vào ấu trùng sao biển và nhận thấy các tế bào khác thường bao quanh những chiếc gai. Đây là phản ứng chủ động của cơ thể nhằm duy trì tính toàn vẹn của nó. Chính Mechnikov là người lần đầu quan sát hiện tượng thực bào - đó là khi cơ thể tự phòng vệ chống vật thể lạ. Ehrlich nuôi và cho chuột ăn các chất độc ricin và abrin. Sau khi cho chúng ăn hàm lượng ricin nhỏ song tăng dần, chúng đã sở hữu tính "kháng ricin". Ehrlich giải thích đây là quá trình tạo miễn dịch và quan sát thấy nó đột ngột khởi phát sau ít ngày và vẫn tồn tại trong nhiều tháng.
Trước khi thống nhất từ miễn dịch, từ gốc thuật ngữ immunis (mà tiếng Latinh là 'miễn trừ'), các bác sĩ thời sơ khai đã mô tả những cơ quan - mà về sau chúng được chứng minh là thành phần thiết yếu của hệ miễn dịch. Những cơ quan lympho quan trọng của hệ miễn dịch là tuyến ức, tủy xương và các mô lympho chính như lách, amidan, mạch bạch huyết, hạch bạch huyết, hạch và gan. Tuy nhiên, nhiều thành phần của hệ miễn dịch có bản chất tế bào và không liên kết với các cơ quan cụ thể, song được gắn hoặc lưu thông ở nhiều mô nằm rải rác khắp cơ thể.

## Miễn dịch học cổ điển
Miễn dịch học cổ điển gắn liền với các ngành dịch tễ và y học. Bộ môn nghiên cứu mối quan hệ giữa các hệ cơ thể, mầm bệnh và miễn dịch. Công trình viết tay đầu tiên về miễn dịch có thể xuất phát từ bệnh dịch thành Athens vào năm 430 TCN. Thucydides ghi nhận rằng những người đã khỏi bệnh sau đợt dịch ấy có thể chăm sóc người bệnh khác mà không sợ tái phát lần hai. Nhiều xã hội cổ đại có nhắc đến hiện tượng này, song phải đến thế kỷ 19 và 20 thì khái niệm ấy mới được phát triển thành lý thuyết khoa học.
Việc nghiên cứu các thành phần tế bào và phân tử tạo nên hệ miễn dịch (tức cả chức năng và tương tác của chúng) là trọng tâm khoa học của miễn dịch. Hệ miễn dịch được chia làm hệ miễn dịch tự nhiên nguyên thủy hơn và ở động vật có xương là hệ miễn dịch thu được. Hệ miễn dịch thu được tiếp tục được chia làm các thành phần dịch thể (hay kháng thể) và tế bào.
Hệ miễn dịch có khả năng tự và không tự nhận biết. Kháng nguyên là chất kích thích phản ứng miễn dịch. Những tế bào tham gia nhận diện kháng nguyên là Lympho bào. Khi nhận diện được, chúng tiết ra kháng thể. Kháng thể là những protein làm vô hiệu các vi sinh vật gây bệnh. Kháng thể không trực tiếp tiêu diệt mầm bệnh mà chỉ định kháng nguyên là mục tiêu để cho các tế bào miễn dịch khác tiêu diệt như thực bào hoặc tế bào NK.
Phản ứng (của kháng thể) được định nghĩa là tương tác giữa kháng thể và kháng nguyên. Kháng thể là những protein chuyên biệt được giải phóng từ một lớp tế bào miễn dịch nhất định (được gọi là lympho bào B), còn kháng nguyên được định nghĩa là bất kì chất nào kích thích tạo ra kháng thể (chất sinh kháng thể). Miễn dịch học dựa trên kiến thức về đặc tính của hai thực thể sinh học này và phản ứng tế bào của chúng.
Giờ đây, giới khoa học ngày càng nắm rõ rằng phản ứng miễn dịch góp phần vào phát triển nhiều chứng rối loạn phổ biến mà không được xem dưới lăng kính miễn dịch học truyền thống, kể cả các bệnh chuyển hóa, tim mạch, ung thư và thoái hóa thần kinh như bệnh Alzheimer. Bên cạnh đó, còn có những tác động trực tiếp vào hệ miễn dịch ở những bệnh truyền nhiễm (lao, sốt rét, viêm gan, viêm phổi, kiết lỵ và nhiễm giun sán). Do đó, nghiên cứu trong ngành miễn dịch học là ưu tiên hàng đầu đối với tiến bộ trong các ngành y học hiện đại, nghiên cứu y sinh và công nghệ sinh học.

## Miễn dịch học chẩn đoán
Tính đặc hiệu của liên kết giữa kháng thể và kháng nguyên đã trở thành công cụ tuyệt vời để phát hiện các chất bằng một loạt kỹ thuật chẩn đoán. Kháng thể đặc hiệu với kháng nguyên mong muốn có thể kết hợp với dán nhãn đồng vị hoặc dán nhãn huỳnh quang, hoặc bằng enzym tạo màu để nhận diện nó. Tuy nhiên, sự tương đồng giữa một vài kháng nguyên có thể dẫn tới dương tính giả và các lỗi khác trong những bài xét nghiệm như vậy do kháng thể phản ứng chéo với kháng nguyên chưa thực sự ăn khớp.

## Miễn dịch học lâm sàng
Miễn dịch học lâm sàng là phân ngành nghiên cứu các bệnh do rối loạn ở hệ miễn dịch gây ra (sự thoái hóa, hoạt động bất thường và sự phát triển ác tính của các thành phần tế bào trong hệ). Ngành cũng liên quan tới các bệnh ở những hệ khác, khi mà phản ứng miễn dịch đóng vai trò nhất định trong các đặc tính lâm sàng và bệnh lý học.
Những bệnh do rối loạn ở hệ miễn dịch gây ra chia làm hai loại lớn:
- Suy giảm miễn dịch: các bộ phận của hệ miễn dịch không cung cấp được phản ứng đầy đủ (ví dụ như bệnh u hạt mãn tính và các bệnh miễn dịch nguyên thủy);
- Tự miễn dịch: hệ miễn dịch tấn công cơ thể vật chủ của chính nó (ví dụ như lupus ban đỏ hệ thống, viêm khớp dạng thấp, bệnh Hashimoto và bệnh nhược cơ).

Những rối loạn khác ở hệ miễn dịch gồm nhiều chứng quá mẫn (ví dụ như ở hen phế quản và các dị ứng khác) phản ứng không hợp với các hợp chất vô hại khác.
Căn bệnh nổi tiếng nhất tác động đến chính hệ miễn dịch là AIDS - một bệnh suy giảm miễn dịch đặc trưng bởi sự ức chế CD4+ Tế bào T ("hỗ trợ"), tế bào tua và đại thực bào do virus gây suy giảm miễn dịch ở người (HIV).
Các nhà miễn dịch học lâm sàng còn nghiên cứu cách để ngăn hệ miễn dịch hủy hoại dị ghép (thải ghép).
Miễn dịch học và dị ứng thường là chuyên ngành của nội khoa hoặc nhi khoa. Những nghiên cứu sinh của miễn dịch học lâm sàng thường được tiếp xúc với nhiều khía cạnh khác nhau của chuyên ngành và chữa trị các tình trạng dị ứng, suy giảm miễn dịch nguyên thủy, tự miễn dịch và tự viêm hệ thống. Là một phần trong chương trình đào tạo, các nghiên cứu sinh có thể làm việc luân phiên thêm ở các khoa thấp khớp, khoa hô hấp, khoa tai mũi họng, khoa da liễu và phòng thí nghiệm miễn dịch.

## Miễn dịch học lý thuyết
Miễn dịch học mang nặng tính thực nghiệm hàng ngày song còn có tính lý thuyết xuyên suốt. Nhiều học thuyết đã được đưa ra ở miễn dịch học từ cuối thế kỷ 19 cho tới ngày nay. Cuối thế kỷ 19 và đầu thế kỷ 20 chứng kiến cuộc chiến giữa  thuyết miễn dịch "tế bào" và "dịch thể". Theo thuyết miễn dịch tế bào (mà đại diện cụ thể là Elie Metchnikoff), thì tế bào – hay chính xác hơn là thực bào – chịu trách nhiệm cho phản ứng miễn dịch. Ngược lại, thuyết miễn dịch dịch thể (của Robert Koch và Emil von Behring, cùng một số nhà khoa học khác) cho rằng tác nhân miễn dịch hoạt động là các thành phần (phân tử) hòa tan có ở dịch thể, thay vì tế bào của sinh vật.
Ở giữa thập niên 1950, nhờ cảm hứng từ đề xuất của Niels Jerne, Macfarlane Burnet đã xây dựng thuyết chọn lọc dòng (CST) của miễn dịch. Trên cơ sở của CST, Burnet phát triển một học thuyết về cách mà phản ứng miễn dịch được kích hoạt theo dấu hiệu riêng/không riêng: các thành phần "riêng" (thành phần của cơ thể) không kích hoạt phản ứng miễn dịch tiêu diệt, còn thực thể "không riêng" (ví dụ như mầm bệnh, dị ghép) kích hoạt phản ứng miễn dịch tiêu diệt. Về sau học thuyết được điều chỉnh để phản ánh những khám phá mới liên quan đến tương hợp mô hoặc kích hoạt "hai tín hiệu" phức tạp của tế bào T. Thuyết riêng/không riêng của miễn dịch và từ vựng riêng/không riêng đã bị phê phán, song vẫn giàu sức ảnh hưởng.
Gần đây hơn, một số khung lý thuyết đã được đề xuất trong giới miễn dịch học, kể cả góc nhìn "tự sinh" (autopoietic), góc nhìn "miễn dịch nhận thức" (cognitive immune), "mô hình nguy hiểm" (danger model) và thuyết "gián đoạn". Mô hình nguy hiểm (do Polly Matzinger và các đồng nghiệp đề xuất) cực kỳ giàu ảnh hưởng, dấy lên nhiều bình luận và tranh luận.

## Miễn dịch học phát triển
Khả năng phản ứng của cơ thể với kháng nguyên phụ thuộc tuổi tác của người, loại kháng nguyên, yếu tố sinh đẻ và khu vực mà kháng nguyên hiện diện. Trẻ sơ sinh được cho là ở trạng thái suy giảm miễn dịch sinh lý, vì cả phản ứng miễn dịch tự nhiên lẫn thu được của chúng đều cực kỳ bị ức chế. Một khi chào đời, hệ miễn dịch của trẻ phản ứng tốt với kháng nguyên protein, song lại không phản ứng tốt với glycoprotein và polysaccharide. Thực tế, nhiều bệnh viêm nhiễm ở trẻ sơ sinh là do các sinh vật có tính độc thấp như tụ cầu khuẩn và Pseudomonas gây nên. Ở trẻ sơ sinh, hoạt độ opsonin và khả năng kích hoạt bổ thể rất hạn chế. Ví dụ, mức độ trung bình của C3 ở trẻ sơ sinh vào khoảng 65% so với mức độ ở người lớn. Hoạt độ thực bào cũng bị suy giảm đáng kể ở trẻ sơ sinh. Đây là do hoạt độ opsonin thấp, cũng như tiết chế tăng cường điều chỉnh (upregulation) của thụ thể integrin và selectin, làm hạn chế khả năng bạch cầu hạt trung tính tương tác với phân tử liên kết ở tế bào nội mô. Bạch cầu đơn nhân thì chậm và sản xuất ATP bị tụt giảm, cũng làm hạn chế hoạt độ thực bào của trẻ sơ sinh. Mặc dù, số lượng tổng lympho bào tăng đáng kể hơn ở người trưởng thành, song miễn dịch tế bào và dịch thể lại bị thoái hóa. Tế bào trình diện kháng nguyên ở trẻ sơ sinh có thể kích hoạt tế bào T bị tụt giảm. Đồng thời, tế bào T của trẻ sơ sinh tăng sinh kém và tạo ra hàm lượng rất nhỏ cytokine như IL-2, IL-4, IL-5, IL-12 và IFN-g, làm hạn chế khả năng chúng kích hoạt phản ứng dịch thể cũng như hoạt độ thực bào của đại thực bào. Tế bào B phát triển sớm trong giai đoạn thai kỳ song chưa hoàn toàn hoạt động.

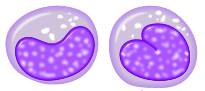
Hình vẽ bạch cầu đơn nhân

Yếu tố sinh đẻ đóng một vai trò trong phản ứng miễn dịch của cơ thể. Khi chào đời, đa phần globulin miễn dịch là IgG sinh đẻ. Những kháng thể này được vận chuyển từ nhau thai sang bào thai nhờ sử dụng FcRn (thụ thể Fc sơ sinh). Vì IgM, IgD, IgE và IgA không qua nhau thai, nên chúng gần như không thể nhìn thấy ở trẻ sơ sinh. Một vài IgA do sữa mẹ cung cấp. Những kháng thể thu được thụ động này có thể bảo vệ trẻ sơ sinh tới mười tám tháng, song phản ứng của chúng thường ngắn hạn và có ái lực thấp. Những kháng thể này có thể tạo ra phản ứng tiêu cực. Nếu trẻ tiếp xúc với kháng thể của một kháng nguyên cụ thể trước khi tiếp xúc với chính kháng nguyên ấy thì đứa trẻ sẽ sinh ra phản ứng yếu ớt. Kháng thể sinh đẻ thu được thụ động có thể làm ức chế phản ứng của kháng thể với miễn dịch chủ động. Tương tự, phản ứng của tế bào T với tiêm chủng ở trẻ nhỏ khác với người lớn, và những vắc-xin gây phản ứng Th1 ở người thì không dễ tạo ra những phản ứng tương tự ở trẻ sơ sinh. Từ sáu đến chín tháng tuổi, hệ miễn dịch của trẻ bắt đầu phản ứng mạnh hơn với glycoprotein, song thường không cải thiện rõ rệt ở phản ứng với polysaccharide cho đến khi chúng ít nhất được một tuổi. Đây có thể là nguyên do cho các khung thời gian riêng biệt trong lịch tiêm chủng.
Ở thời niên thiếu, cơ thể người trải qua nhiều thay đổi về mặt hình thể, sinh lý và miễn dịch do các hormone kích hoạt và làm trung gian; loại hormone nổi bật nhất ở nữ là 17-β-estradiol (một estrogen) và ở nam là testosterone. Estradiol thường bắt đầu hoạt động vào khoảng mười tuổi 10 còn testosterone thì chậm hơn vài tháng. Có bằng chứng cho thấy những steroid này không chỉ tác động trực tiếp lên đặc điểm giới tính sơ cấp và thứ cấp mà còn tác động lên sự phát triển và điều hòa của hệ miễn dịch, kể cả tăng nguy cơ phát triển tự miễn dịch ở tuổi dậy thì và hậu dậy thì. Còn có những bằng chứng cho thấy thụ thể mặt tế bào trên tế bào B và đại thực bào có thể phát hiện các hormone giới tính trong hệ.
Hormone giới tính nữ 17-β-estradiol được chứng minh là điều chỉnh mức độ phản ứng miễn dịch, còn một vài androgen ở nam như testosterone dường như ngăn ngừa phản ứng căng thăng với viêm nhiễm. Tuy nhiên, các androgen khác như DHEA lại làm tăng phản ứng miễn dịch. Giống như ở nữ, hormone ở nam giới dường kiểm soát hệ miễn dịch nhiều hơn ở giai đoạn dậy thì và hậu dậy thì so với những giai đoạn khác trong cuộc đời trưởng thành của nam giới.
Những thay đổi hình thể trong dậy thì như co tuyến ức cũng tác động đến phản ứng miễn dịch.